# Église Saint-Sulpice de La Pallu
Pour les articles homonymes, voir Église Saint-Sulpice.
L'église Saint-Sulpice de La Pallu est une église catholique située à La Pallu, dans le département français de la Mayenne.

## Localisation
L'église est située dans le bourg de La Pallu, en bordure de la route départementale 244.

## Histoire
Le chœur est la partie la plus ancienne de l'église.
Dédiée à saint Sulpice, elle a été reconstruite au XVIIIe siècle et au XIXe siècle, sous le ministère du curé Laigneau. Ce dernier s'installe à la cure le 10 juin 1780 et prononce le serment à la Constitution civile du clergé en 1791. Caché à Laval pendant la Terreur, il est arrêté en 1796, relâché puis à nouveau arrêté et emprisonné en 1798. Libéré en 1799, il officie alors dans plusieurs communes.

## Architecture et extérieurs
D'architecture romane, elle est surmontée d'un clocher de 33 mètres de hauteur.

## Intérieur
La fenêtre du chevet, en arc brisé, est masquée par l'autel. Les fenêtres en plein cintre de la nef sont garnies de meneaux et de tympans à rosace.
La chaire en bois date du XVIIIe siècle.
Une statue de saint Sulpice orne le chœur.

### Vitraux
L'un des vitraux représente le pèlerinage de Saint-Jacques-de-Compostelle. Offert par un pèlerin au XVIIe siècle, il montre un pèlerin qui, debout devant une croix à l'entrée du bourg, se dirige vers le village de La Pallu dont on aperçoit en arrière-plan l'église, le presbytère et l'ancien cimetière.

### Statue de saint Éloi
L'église comprend également une statue de saint Éloi datant du XVIIe siècle, dont la confrérie a pour mission de soulager les pauvres, d'assister les malades et de « faire éviter l'ivrognerie, les rancunes et autres désordres. »